# James Martin (Theologe)
James Martin SJ (* 29. Dezember 1960 in Plymouth Meeting, Pennsylvania) ist ein römisch-katholischer Theologe, Priester und Autor.

## Leben
Martin wuchs in Plymouth Meeting, Pennsylvania, auf und besuchte die Plymouth-Whitemarsh High School. 1982 graduierte er an der  Wharton School der University of Pennsylvania und arbeitete sechs Jahre bei dem US-amerikanischen Konzern General Electric. Unzufrieden mit seiner beruflichen und privaten Welt trat er 1988 in den Orden der Jesuiten ein. Er studierte römisch-katholische Theologie an der University of Pennsylvania. 1999 wurde Martin zum Priester geweiht. Als Autor verfasste er mehr als zehn Bücher. Für die Zeitschrift America ist er als Editor-at-Large tätig. Als Gastautor war er oftmals auf US-amerikanischen Fernsehsendern und Medienportalen wie CNN, NPR, Fox News Channel, Time Magazine oder auch The Huffington Post zu sehen. An der Jesuitenuniversität Fordham in Manhattan ist er als Dekan der Theologischen Fakultät tätig. Unter Papst Franziskus wurde er 2017 als Berater an das Dikasterium für die Kommunikation berufen.

## Werke (Auswahl)
- This Our Exile: A Spiritual Journey with the Refugees of East Africa (Orbis Books, 1999), Erzählungen von Martin über seine Erfahrungen in den frühen 1990er während seiner jesuitischen Flüchtlingshilfe in Nairobi
- In Good Company: The Fast Track from the Corporate World to Poverty, Chastity and Obedience (Sheed & Ward, 2000), Bericht über seine innere Berufung zum Priestertum und den ersten Jahren als Jesuit (in verschiedene Sprachen übersetzt, unter anderem Spanisch/Deutsch)
- Searching for God at Ground Zero (Sheed & Ward, 2002), Persönliche Betrachtungen Martins über Gott, Teufe, Liebe und Hoffnung als er seelsorgerisch bei den Rettungsarbeiten an Ground Zero God am 11. September 2001 half
- Becoming Who You Are: Insights on the True Self from Thomas Merton and Other Saints (Paulist Press, 2006), erzählt die Geschichte des Einflusses auf ihn durch Schriften von Theologen wie Thomas Merton und Henri Nouwen
- My Life with the Saints (Loyola Press., 2006), Erinnerungen Martins über katholische Heilige, die ihn persönlich rührten
- Lourdes Diary: Seven Days at the Grotto of Massabieille (Loyola Press, 2006), Werk über seine Pilgerreise nach Lourdes
- A Jesuit Off-Broadway: Center Stage with Jesus, Judas, and Life's Big Questions (Loyola Press, 2007).
- The Jesuit Guide to (Almost) Everything: A Spirituality for Real Life (Harper One, 2010), Martins Erklärung wie Jesuiten Gründer St. Ignatius of Loyola hilft bei Menschen mit praktischer Spiritualität
- Between Heaven and Mirth: Why Joy, Humor, and Laughter Are at the Heart of the Spiritual Life (HarperOne 2011)
- Jesus: A Pilgrimage (HarperOne, 2014): Martin beschreibt seine persönliche Wanderung durch das Heilige Land in diesem Werk.
- Seven Last Words: An Invitation to a Deeper Friendship with Jesus (HarperOne, 2016), ein Porträt von Jesus
- Building a Bridge: How the Catholic Church and the LGBT Community Can Enter into a Relationship of Respect, Compassion, and Sensitivity (Harper One, 2017).
- How Can I Find God? The Famous and Not-So-Famous Consider the Quintessential Question (Triumph Books, 1997).
- Professions of Faith: Living and Working as a Catholic (gemeinsam mit Jeremy Langford) (Sheed & Ward, 2002).
- Awake My Soul: Contemporary Catholics on Traditional Devotions (Loyola Press, 2004).
- Celebrating Good Liturgy: A Guide to the Ministries of the Mass (Loyola Press, 2005).

### Aufsätze (Auswahl)
- I Like Being an American, editiert von Michael Leach (Doubleday, 2003)
- Sixty Things to Do When You Turn Sixty (Sellers Publishing, Inc., 2006)

## Auszeichnungen und Preise (Auswahl)
- 2007: Christopher Award für sein Buch My Life with the Saints (2006)
- 2007; Ehrendoktor der Theologie vom Wagner College auf Staten Island, New York
- Mai 2012: Ehrendoktor der Theologie von der St. Joseph’s University in Philadelphia
- Ehrendoktor der Theologie von der Saint Louis University in St. Louis,
- Ehrendoktor von der Immaculata University in Immaculata, Pennsylvania
- Mai 2014: Ehrendoktor der Theologie von der Marquette University in Milwaukee, Wisconsin
- November 2015: Ehrendoktor der Theologie vom Regis College der Toronto School of Theology